# Medford
Medford je město ve Spojených státech amerických. Nachází se v okrese Middlesex County ve státě Massachusetts. Ve městě žije přibližně 60 tisíc obyvatel a jeho rozloha činí 22,4 km². Je faktickým předměstím Bostonu, od kterého leží jen několik málo kilometrů severně.
Město bylo založeno roku 1630. Své sídlo zde má Tuftsova univerzita (ta zasahuje i do sousedního města Somerville) a také Fletcherova škola práva a diplomacie. Město leží v nadmořské výšce pouhé čtyři metry nad mořem.

## Rodáci
- Maria Menounos (* 1978)